# Udhaar Ki Zindagi
Udhaar Ki Zindagi – bollywoodzki dramat społeczny wyreżyserowany w 1994 roku przez K.V Raju.

## Obsada
- Kajol: Sita
- Jeetendra
- Bindu
- Moushumi Chatterjee: Janki
- Rohit Bhatia
- Sujata Mehta
- Tinnu Anand